# Australoheros forquilha
Australoheros forquilha és una espècie de peix de la família dels cíclids i de l'ordre dels perciformes.

## Morfologia
Els mascles poden assolir els 11 cm de longitud total.

## Distribució geogràfica
Es troba a Sud-amèrica: curs superior del riu Uruguai (Brasil).